# 파천황
파천황(破天荒)은 고사성어의 하나이다. 의미는 그전까지의 사람은 할 수 없었던 것을 새로이 해내거나, 전인미답의 경지를 개척했다는 뜻이다.
일본에서는 64.2%의 사람들이 "호쾌하고 대담한 모습"이라는 의미로 오해 또는 오용하고 있는 것으로 밝혀졌다(헤이세이 20년 조사).
그 출전은 중국 송나라 때의 설화집 《북몽쇄언》에 실린 데서 유래한다.
중국 당나라 때, 당 황조가 열린지 100년이 지나도 형주(오늘날의 호북성) 지방에서는 과거 합격자가 나오지 않았는데, 세상 사람들은 이 상황을 "천황(天荒)"이라고 했다. 천황이란 "미개의 땅" 또는 "흉작 등으로 잡초가 우거진 모습"을 말한다. 이윽고 유세(劉蛻)라는 자가 마침내 형주에서 최초로 과거에 합격하자 사람들은 유세가 천황을 깨뜨렸다[破]고 말했는데, 여기서 고사가 유래하였다.